# Artemisia orientalixizangensis
Artemisia orientalixizangensis là một loài thực vật có hoa trong họ Cúc. Loài này được Y.R.Ling & Humphries mô tả khoa học đầu tiên năm 1990.